# Republicano South Park
Republicano South Park (em inglês: South Park Republican) é um termo cunhado por Andrew Sullivan em 2001, e que se refere a qualquer pessoa que detém crenças políticas de centro-direita influenciadas pela popular série de televisão estadunidense South Park. Grande parte dessas pessoas possuem opiniões geralmente conservadoras sobre a maioria dos assuntos fiscais, mas podem ser mais moderadas ou até mesmo liberais em relação a questões sociais, tais como direitos LGBT e aborto.
Trey Parker, co-criador do seriado, é um membro registrado do Partido Libertário. No entanto, o companheiro de profissão de Parker e também co-criador de South Park, Matt Stone, resumir os seus pontos de vista quando comentou: "Eu odeio os conservadores, mas eu realmente odeio os liberais".

## Origem
Em 10 de maio de 2001, no fórum online do South Park Studios, Parker e Stone responderam algumas questões de participantes:
- P: Vocês são dois rapazes ou conservadores? Meus amigos e eu tivemos debates sobre isso.
  - Parker: Evitamos extremos, mas odiamos os liberais mais do que os conservadores e os odiamos [conservadores].
  - Stone: eu odeio os conservadores, mas eu realmente odeio os liberais.

Em 2006, Parker, Stone e Sullivan encabeçaram uma conferência em Amsterdã, organizada pela revista mensal libertária Reason. Durante uma entrevista em andamento com os editores da revista, Nick Gillespie e Jesse Walker, Stone e Parker reafirmaram seu desconforto com rótulos, reconhecendo que suas opiniões políticas poderiam ser descritas com a maior precisão de libertário e rejeitaram a direção do Partido Republicano que eles descreveram como "mais governo e mais Jesus ". John Tierney documentou a declaração nas páginas do The New York Times alguns dias depois em uma coluna chamada "South Park Refugees". Além disso, uma versão editada da entrevista, que foi chamada de "South Park Libertarians", apareceu na edição de dezembro de 2006 da Reason.
Trey Parker foi questionado sobre o termo em uma entrevista para o seu filme, Team America: World Police, e o que ele pensou sobre isso:
- P: Não sei se você já ouviu falar sobre isso, mas houve ensaios sobre o conceito de "Republicano South Park".
  - Parker: Sim, nós vimos isso. O que estamos cansados — e está ficando ainda pior — é: você gosta de Michael Moore ou quer ir para o exterior e atirar em iraquianos. Não pode haver um meio termo. Basicamente, se você acha que Michael Moore está cheio de merda, então você é um direita super-cristã o que quer que seja. E nós dois somos apenas caras do meio-terreno. Encontramos tantas coisas para rasgar na esquerda como fazemos à direita. As pessoas da extrema esquerda e da extrema direita são as mesmas pessoas exatas para nós.

## Publicações
- Yachi Hiehle, Is South Park Republican? Social and Political Attitudes in South Park, Universidade do Arizona, 2010.
- Gillespie, Nick, e Jesse Walker. "South Park Libertarians: Trey Parker and Matt Stone on liberals, conservatives, censorship, and religion." Reason.com (2006): 58.
- Gournelos, Ted. Popular culture and the future of politics: Cultural studies and the Tao of South Park. Lexington Books, 2009.
- Weinstock, Jeffrey Andrew, ed. Taking South Park Seriously. Suny Press, 2008.